# Myiagra
Myiagra är ett fågelsläkte i familjen monarker inom ordningen tättingar. Släktet omfattar 21 arter, varav en utdöd, som förekommer från Moluckerna till Australien, Nya Guinea, Melanesien och Mikronesien:
- Palaumonark (M. erythrops)
- Guammonark (M. freycineti) – utdöd
- Pohnpeimonark (M. pluto)
- Atollmonark (M. oceanica)
- Geelvinkmonark (M. atra)
- Moluckmonark (M. galeata)
- Blågrå monark (M. rubecula)
- Stålblå monark (M. ferrocyanea)
- Makiramonark (M. cervinicauda)
- Melanesisk monark (M. caledonica)
- Rostbukig monark (M. vanikorensis)
- Samoamonark (M. albiventris)
- Azurkronad monark (M. azureocapilla)
- Kastanjestrupig monark (M. castaneigularis)
- Brednäbbad monark (M. ruficollis)
- Satängmonark (M. cyanoleuca)
- Rastlös monark (M. inquieta)
- Melaleucamonark (M. nana)
- Glansmonark (M. alecto)
- Svarthuvad sammetsmonark (M. hebetior)
- Sothuvad sammetsmonark (M. eichhorni)